# Vittoria Guazzini
Vittoria Guazzini   (Pontedera, 26 de desembre de 2000) és una ciclista italiana de carretera i de pista. Actualment corre a l'equip ciclista femení del FDJ-Suez. Ha estat campiona mundial de persecució i medalla d'or olímpica.

## Palmarès en ruta
- 2018
  -  Campiona d'Europa en contrarrellotge júnior
  -  Campiona d'Itàlia de ciclisme en ruta júnior
  -  Campiona d'Itàlia de ciclisme en contrarrellotge júnior
- 2021
  -  Campiona d'Europa en contrarrellotge sub-23
- 2022
  -  Campiona del Món de ciclisme en contrarellotge sub-23
  - Campiona de ciclisme en cotrarrellotge als Jocs Mediterranis
  -  Campiona d'Itàlia de ciclisme en contrarrellotge sub-23
  - 1a al Tour de Bretanya
- 2024
  -  Campiona d'Itàlia de ciclisme en contrarrellotge
  - 1a a Le Samyn des Dames
  - Vencedora d'una etapa al Tour femení internacional dels Pirineus
- 2025
  -  Campiona d'Itàlia de ciclisme en contrarrellotge

### Resultats a les grans voltes

#### Giro d'Itàlia
- 2020: No surt a la 6a etapa
- 2024: Abandona a la 7a etapa

#### Tour de França
- 2022: 39a posició
- 2023: 114a posició

#### Volta a Espanya
- 2024: Abandona a la 3a etapa
- 2025: 84a posició

## Palmarès en pista
- 2017
  -  Campiona del món junior en Persecució
  -  Campiona d'Europa junior en Persecució
- 2018
  -  Campiona del món junior en Persecució
  -  Campiona del món junior en Persecució individual
  -  Campiona del món junior en Omnium
  -  Campiona d'Europa junior en Persecució individual
  -  Campiona d'Europa junior en Omnium
  -  Campiona d'Europa junior en Madison
- 2019
  -  Campiona d'Europa sub-23 en Persecució
- 2020
  -  Campiona d'Europa sub-23 en Persecució
- 2022
  -  Campiona del món en Persecució
- 2024
  -  Medalla d'or en madison als Jocs Olímpics d'Estiu de 2024
  -  Campiona d'Europa en Persecució per equips